# Джміль угорський
Джміль угорський (Bombus haematurus) — вид комах ряду перетинчастокрилих.

## Короткий опис ейдономії імаго
Його передньоспинка, а також 2-й, 3-й та 4-й тергіти черевця вкриті жовтогарячими волосками (решта тіла вкрита чорними волосками).

## Ареал
Ареал Bombus haematurus охоплює територію Австрії, Сербії, Угорщини, Туреччини та Ірану. Його було відмічено також на території Росії, України та Румунії.
В Україні Bombus haematurus трапляється лише в Кримських горах.

## Особливості біології та місця проживання
Цей джміль поширений в лісах, чагарниках, на схилах гір та озеленених  територіях, таких як парки та сади. Гніздиться з ранньої весни. Окремі його екземпляри трапляються на висоті понад 2100 м, проте найбільша чисельність спостерігається на нижчих висотах. Живиться пилком і нектаром і відповідно є запилювачем великої кількості квіткових рослин, проте віддає перевагу  глухій кропиві, малині, чорниці, чистецю, шавлії кільчастій, горошку мишачому та фацелії пижмолистій.
Гніздиться Bombus haematurus під землею (в покинутих норах гризунів) та вкрай рідко над землею (в дуплах дерев).